# علم الآثار الحيواني
علم آثار الحيوان هي دراسة بقايا الحيوانات. ويقصد ببقايا الحيوانات الأجزاء التي تتبقى من الحيوان بعد موته. وتشمل: العظام والصدف والشعر والمادة القرنية والحراشف والجلود والبروتينات والحمض النووي. ومن بين تلك الأجزاء، كثيرًا ما توجد العظام والقواقع في المواقع الأثرية حيث يمكن العثور على بقايا الحيوانات. ولكن في كثير من الأحيان، لا تبقى معظم بقايا الحيوانات. فعادةً ما تتحلل أو تنكسر بفعل العديد من العوامل. مما يشكل صعوبة في تمييز البقايا وتحديد أهميتها.

## تطور علم آثار الحيوان
يمكن تقسيم تطور علم آثار الحيوان في شرق أمريكا الشمالية إلى ثلاث حقب مختلفة. أولاها حقبة التكوين والتي بدأت في العقد السادس من القرن التاسع عشر، وثانيها حقبة المَنهجة وبدأت مع بداية العقد الخامس من القرن العشرين، والثالثة حقبة التكامل التي بدأت عام 1969 تقريبًا.
ولم يظهر المختصون في علم آثار الحيوان الذين يعملون في هذا المجال بدوام كامل حتى بداية حقبة المَنهجة. فقبل ذلك كان علم آثار الحيوان مجرد تقنية تستخدم ولم تتم دراسته بصفة خاصة.
لقد بدأ ظهور المتخصصين في علم آثار الحيوان نتيجة ظهور نهج جديد في علم الآثار يطلق عليه «علم الآثار الإجرائي».” فلقد أكد هذا النهج على شرح أسباب حدوث الأشياء، وليس فقط شرح ما حدث. وبهذا بدأ علماء الآثار يتخصصون في دراسة علم آثار الحيوان وبدأ عددهم يتزايد منذ ذلك الحين.
وتحتاج دراسة الحيوانات الآثرية الي معرفة بعلم الحيوان والتاريخ الاثري معا.
Gifford-Gonzalez, Diane. An introduction to zooarchaeology. Cham: Springer, 2018.

## الاستخدام
يستخدم علم آثار الحيوان بصورة أساسية في الإجابة على العديد من الأسئلة. ومن بينها:
1. ماذا كان نوع الغذاء، وعلى أي نحو كانت الحيوانات تستخدم في التغذية؟[3]
2. ما الحيوانات التي تم تناولها، وما كمياتها، وما الأطعمة الأخرى التي تم تناولها معها؟[3]
3. من كان يجلب الطعام، وهل توفر هذا الطعام يعتمد على العمر أو النوع؟[3]
4. ما مدى تأثر الغذاء بالثقافة، مثل التقنيات والسلوكيات، وما مدى ارتباطه بها؟[3]
5. في أي أغراض كانت تستخدم الحيوانات، بخلاف الطعام؟[3]

يمكن أيضًا أن يخبرنا علم آثار الحيوان كيف كانت البيئة حتى تسمح ببقاء الحيوانات المختلفة على قيد الحياة.
يساعدنا علم آثار الحيوان في التعرف على الماضي، وإلى جانب ذلك، فإنه يساعدنا أيضًا في العمل على تطوير الحاضر والمستقبل. فدراسة كيف تعامل الناس مع الحيوانات وآثار ذلك يمكن أن يساعدنا في تجنب العديد من المشكلات البيئية المحتملة. ويضم هذا على وجه التحديد المشكلات القائمة على إدارة الحياة البرية. فعلى سبيل المثال، أحد الأسئلة التي يطرحها المتخصصون في الحفاظ على الحياة البرية، هل ينبغي الحفاظ على الحيوانات المعرضة لخطر الانقراض في عدة مناطق صغيرة، أو في منطقة واحدة كبيرة. وحسب أدلة علم آثار الحيوان، وُجد أن الحيوانات التي تُقسم بين عدة مناطق صغيرة تزيد احتمالية انقراضها.

## التقنيات
ترتبط إحدى التقنيات التي يستخدمها علماء آثار الحيوان ارتباطًا وثيقًا بعلم تافونومي (taphonomy). ويشمل ذلك كيفية دفن الأشياء وحفظها في الموقع محل البحث، وما الظروف التي ساعدت في حفظ تلك الأشياء، وكيف تدمرت تلك الأشياء. ثم يتم تفسير تلك المعلومات.
إن التحليل المعملي هو التقنية الأخرى التي يستخدمها علماء آثار الحيوان. ويشمل هذا التحليل مقارنة الهياكل العظمية التي تم العثور عليها في الموقع مع الهياكل العظمية للحيوانات المعروفة من قبل. ولا يساعد هذا فقط في تعريف ماهية الحيوان، ولكنه يحدد ما إذا كان هذا الحيوان مستأنسًا أم لا.
بيد أن هناك تقنية أخرى يستخدمها علماء آثار الحيوان وهي التحليل الكمي. فهم يضعون التفسيرات بناءً على عدد وحجم العظام. وتضم تلك التفسيرات معلومات عن مدى أهمية الحيوانات المختلفة في غذاء الحيوان.

## علم آثار الحيوان والمجالات المتصلة
كما رأينا في المناقشة حول الاسم الذي ينبغي أن يُطلق على هذا العلم، يتداخل علم آثار الحيوان بشكل كبير مع نواحٍ أخرى من العلوم. وذلك يشمل:
- علم الإنسان
- علم الحيوان الإنساني
- علم الآثار
- علم الأحياء
- علم البيئة
- وصف الأعراق البشرية
- باليوباثولوجيا
- علم الأحياء القديمة
- علم الحيوانات القديمة
- علم الحيوان

### المجالات الدراسية الأشمل
توفر تلك التحليلات الأساس الذي يمكن أن تقوم عليه المزيد من التفسيرات. فمن الموضوعات التي يمكن تناولها تحت علم آثار الحيوان:
| - تربية الحيوان - النظم العقائدية - التبادل الثقافي - حمية غذائية والتغذية - المرض - استئناس - بيئة والتغير البيئي - إثنية | - التصنيع الغذائي - منظر طبيعي - الثقافة المادية - المواسم - الحالة الاجتماعية - إستراتيجيات الكفاف - التكنولوجيا |